# Лукаш Пишчек
Лукаш Пјотр Пишчек (пољ. Łukasz Piotr Piszczek; Чеховице-Ђеђице, 3. јун 1985) пољски је фудбалер који тренутно наступа за пољског трећелигаша Гочалковице Здруј. Игра на позицији десног бека, а може да игра и као центархалф.

## Клупска каријера
Пишчек је 2001. године заиграо за Гварек Забже где је оборио многе рекорде. Године 2003. је освојио јуниорско првенство Пољске. Херта Берлин је приметила његове добре резултате и Пишчек је са немачким клубом потписао уговор 2004. године, али је одмах послат на позајмицу у Заглебје Лубин где је провео три сезоне. Дебитао је 16. октобра 2004. године и од тог тренутка забележио укупно 98 утакмица за пољски клуб. Године 2007. је коначно заиграо за Херту за коју је постигао први гол 26. априла 2008. против Хановера. Већи део сезоне 2008/09. је пропустио због повреде кука, а касније је доживео и повреду колена. Након одиграних 87 утакмица и постигнутих 7 голова, потписао је уговор са Борусијом из Дортмунда.

## Репрезентативна каријера
За сениорску репрезентацију Пољске дебитовао је 3. фебруара 2007. године против Естоније. Одиграо је укупно 66 утакмица и постигао 3 гола. Учествовао је на Европским првенствима 2008, 2012. и 2016. године и Светском првенству 2018. године.

## Статистика каријере

### Репрезентативна
Ажурирано 19. новембра 2019.
| Пољска | Пољска   | Пољска |
| Година | Утакмице | Голови |
| ------ | -------- | ------ |
| 2007   | 2        | 0      |
| 2008   | 4        | 0      |
| 2010   | 7        | 0      |
| 2011   | 8        | 0      |
| 2012   | 11       | 0      |
| 2013   | 2        | 2      |
| 2014   | 5        | 0      |
| 2015   | 5        | 0      |
| 2016   | 9        | 0      |
| 2017   | 6        | 1      |
| 2018   | 6        | 0      |
| 2019   | 1        | 0      |
| Укупно | 66       | 3      |

## Успеси

### Клупски
Заглебје Лубин
- Екстракласа: 2006/07.

Борусија Дортмунд
- Бундеслига: 2010/11, 2011/12.
- Куп Немачке: 2011/12, 2016/17, 2020/21.
- Суперкуп Немачке: 2014, 2019.

### Индивидуални
- Тим сезоне Бундеслиге: 2015/16, 2016/17.